# KNVB Beker 1934/35
Het seizoen 1934/35 van de KNVB Beker was de 30ste editie van deze Nederlandse voetbalcompetitie. Feijenoord won voor de tweede maal de beker, door in de finale op eigen veld HVV Helmond met 5-2 te verslaan.
Feijenoord bereikte de finale na achtereenvolgens van Swift, Robur et Velocitas, De Kennemers, Fluks en Juliana gewonnen te hebben.

## 3e ronde
In de derde ronde stroomden alle Eerste klassers van alle districten in het bekertoernooi.
| Thuis              | Uitslag | Uit              | Bijzonderheden                       |
| ------------------ | ------- | ---------------- | ------------------------------------ |
| DOSKO              | 2-1     | Axel             |                                      |
| Helmond            | 3-1     | TSC              |                                      |
| Gelria             | 2-3     | NEC              |                                      |
| DOS                | 4-3     | Kinheim          |                                      |
| RCH                | 3-2     | HFC              |                                      |
| Roermond           | 2-1     | LONGA            |                                      |
| HBS                | 5-4     | Steeds Hooger    |                                      |
| Hillegom           | 0-3     | BEC              |                                      |
| Hero               | 3-3     | NOAD             | NOAD als uitspelende ploeg door      |
| Hoogezand          | 2-0     | De Kooi          |                                      |
| MSC                | 2-0     | Noordster        |                                      |
| Gorredijk          | 3-3     | Muntendam        | Muntendam als uitspelende ploeg door |
| VUC                | 1-2     | VSV              |                                      |
| BFC                | 3-2     | Overmaas         |                                      |
| Velocitas          | 2-0     | Friesland        |                                      |
| Succes             | 3-9     | Alcmaria Victrix |                                      |
| Allen Weerbaar     | 0-4     | Elinkwijk        |                                      |
| Enschede           | 2-2     | PEC              | PEC als uitspelende ploeg door       |
| KFC                | 1-2     | CVV              |                                      |
| SML/Spatram        | 3-4     | TVV              |                                      |
| Stormvogels        | 2-1     | RFC              |                                      |
| Palemig            | 2-0     | Waubach          |                                      |
| SCH                | 2-2     | Heracles         | Heracles als uitspelende ploeg door  |
| Ripperda           | 6-2     | APGS             |                                      |
| Zeeburgia          | 4-3     | OSV              |                                      |
| Achilles           | 6-2     | Sneek            |                                      |
| DFC                | 5-4     | VOC              |                                      |
| Terneuzen          | 2-0     | Goes             |                                      |
| Vlissingen         | 5-0     | Baronie          |                                      |
| Veendam            | 6-4     | HSC              |                                      |
| PAZO               | 0-6     | PSV              |                                      |
| De Kennemers       | 2-0     | ODS              |                                      |
| Beverwijk          | 2-3     | Xerxes           |                                      |
| Swift              | 0-5     | Feijenoord       |                                      |
| Robur et Velocitas | 3-1     | Hengelo          |                                      |
| SFC                | 0-3     | Fluks            |                                      |
| De Volewijckers    | 2-2     | ZVV              | ZVV als uitspelende ploeg door       |
| Alphen             | 4-4     | SVW              | SVW als uitspelende ploeg door       |
| Bleijerheide       | 4-3     | Picus            |                                      |
| EDO                | 3-1     | Hilversum        |                                      |
| DWS                | 4-2     | De Hollandiaan   |                                      |
| Enschedese Boys    | 6-3     | ZAC              |                                      |
| Leeuwarden         | 4-1     | GVAV             |                                      |
| Rigtersbleek       | 2-4     | Borne            |                                      |
| Quick Nijmegen     | 5-3     | GFC              |                                      |
| Quick Den Haag     | 2-0     | SEP              |                                      |
| Papendrecht        | 1-4     | DCL              |                                      |
| Concordia          | 0-12    | Excelsior        |                                      |
| Juliana            | 7-2     | Wilhelmina       |                                      |
| Haarlem            | 10-2    | SVV              |                                      |
| Vitesse            | bye     | bye              |                                      |
| De Meteoor         | 2-8     | AFC              |                                      |
| WFC                | 1-3     | West Frisia      |                                      |
| Fortuna            | 3-5     | Sparta           |                                      |
| Oranje Zwart       | 1-2     | DEC              |                                      |
| Zwolsche Boys      | 2-4     | Tubantia         |                                      |
| Blauw-Wit          | 4-0     | Helder           |                                      |
| Theole             | 5-0     | ESCA             |                                      |
| Frisia             | 2-1     | Heerenveen       |                                      |
| DHC                | 1-5     | Ajax             |                                      |
| Miranda            | 4-2     | Heer             |                                      |
| BVV                | 4-4     | Eindhoven        | Eindhoven als uitspelende ploeg door |
| NAC                | 3-2     | Emma             |                                      |
| ZFC                | 4-0     | Hermes DVS       |                                      |
| Be Quick           | 5-1     | Bato             |                                      |
| Unitas             | 3-3     | Alphia           | Alphia als uispelende ploeg door     |

## 4e Ronde
| Thuis            | Uitslag | Uit                | Bijzonderheden                     |
| ---------------- | ------- | ------------------ | ---------------------------------- |
| DOSKO            | bye     | bye                |                                    |
| Helmond          | 7-3     | NEC                |                                    |
| DOS              | 1-4     | RCH                |                                    |
| Roermond         | 1-1     | HBS                | HBS als uitspelende ploeg door     |
| BEC              | 3-3     | NOAD               | NOAD als uitspelende ploeg door    |
| Hoogezand        | 1-1     | MSC                | MSC als uitspelende ploeg door     |
| Muntendam        | 2-4     | VSV                |                                    |
| BFC              | 2-5     | Velocitas          |                                    |
| Alcmaria Victrix | 6-5     | Elinkwijk          |                                    |
| PEC              | 2-5     | CVV                |                                    |
| TVV              | 0-9     | Stormvogels        |                                    |
| Palemig          | 1-3     | Heracles           |                                    |
| Ripperda         | 3-7     | Zeeburgia          |                                    |
| Achilles         | 0-7     | DFC                |                                    |
| Terneuzen        | 0-2     | Vlissingen         |                                    |
| Veendam          | 0-0     | PSV                | PSV als uitspelende ploeg door     |
| De Kennemers     | 3-1     | Xerxes             |                                    |
| Feijenoord       | 8-1     | Robur et Velocitas |                                    |
| Fluks            | 3-0     | ZVV                |                                    |
| SVW              | -       | Bleijerheide       | Bleijerheide teruggetrokken        |
| EDO              | 3-0     | DWS                |                                    |
| Enschedese Boys  | 5-2     | Leeuwarden         |                                    |
| Borne            | 1-2     | Quick Nijmegen     |                                    |
| Quick Den Haag   | 2-5     | DCL                |                                    |
| Excelsior        | 4-4     | Juliana            | Juliana als uitspelende ploeg door |
| Haarlem          | 6-3     | Vitesse            |                                    |
| AFC              | 3-2     | West Frisia        |                                    |
| Sparta           | 3-0     | DEC                |                                    |
| Tubantia         | 3-5     | Blauw-Wit          |                                    |
| Theole           | 1-8     | ADO                |                                    |
| Frisia           | 2-0     | Ajax               |                                    |
| Miranda          | 1-6     | Eindhoven          |                                    |
| NAC              | 0-0     | ZFC                | ZFC als uitspelende ploeg door     |
| Be Quick         | 6-1     | Alphia             |                                    |

## 5e Ronde
| Thuis            | Uitslag | Uit             | Bijzonderheden                       |
| ---------------- | ------- | --------------- | ------------------------------------ |
| DOSKO            | 0-1     | Helmond         |                                      |
| RCH              | 1-2     | HBS             |                                      |
| MSC              | 5-2     | NOAD            |                                      |
| VSV              | 1-1     | Velocitas       | Velocitas als uitspelende ploeg door |
| Alcmaria Victrix | 2-0     | CVV             |                                      |
| Stormvogels      | 4-5     | Heracles        |                                      |
| Zeeburgia        | 4-5     | DFC             |                                      |
| PSV              | 6-1     | Vlissingen      |                                      |
| De Kennemers     | 4-6     | Feijenoord      |                                      |
| SVW              | 1-1     | Fluks           | Fluks als uitspelende ploeg door     |
| EDO              | 5-2     | Enschedese Boys |                                      |
| Quick Nijmegen   | 1-0     | DCL             |                                      |
| Juliana          | 5-1     | Haarlem         |                                      |
| AFC              | 2-4     | Sparta          |                                      |
| Blauw-Wit        | 3-0     | ADO             |                                      |
| Frisia           | 3-1     | Eindhoven       |                                      |
| ZFC              | 3-1     | Be Quick        |                                      |

## 6e Ronde
| Thuis            | Uitslag | Uit         | Bijzonderheden |
| ---------------- | ------- | ----------- | -------------- |
| Helmond          | 2-1     | HBS         |                |
| MSC              | 0-1     | Velocitas   |                |
| Alcmaria Victrix | 0-1     | Stormvogels |                |
| DFC              | 3-4     | PSV         |                |
| Fluks            | 1-3     | Feijenoord  |                |
| EDO              | 4-3     | ZFC         |                |
| Quick Nijmegen   | 4-2     | Frisia      |                |
| Juliana          | 5-0     | Sparta      |                |
| Blauw-Wit        | bye     | bye         |                |

Tussenronde:
| Thuis          | Uitslag | Uit | Bijzonderheden |
| -------------- | ------- | --- | -------------- |
| Quick Nijmegen | 0-3     | EDO |                |

## Kwartfinale
| Thuis       | Uitslag | Uit       | Bijzonderheden                 |
| ----------- | ------- | --------- | ------------------------------ |
| Helmond     | 1-0     | Velocitas |                                |
| Stormvogels | 2-2     | PSV       | PSV als uitspelende ploeg door |
| Feijenoord  | 3-0     | EDO       |                                |
| Juliana     | 3-1     | Blauw-Wit |                                |

## Halve finale
| Thuis      | Uitslag | Uit     | Bijzonderheden                             |
| ---------- | ------- | ------- | ------------------------------------------ |
| Feijenoord | 5-4     | Juliana | Gespeeld in Rotterdam (terrein Feijenoord) |
| PSV        | 1-2     | Helmond | Gespeeld in Eindhoven (terrein PSV)        |

## Finale
|                                                                                |                                                                                                 |               |                                         | |
| 23 juni 1935                                                                   | Feijenoord                                                                                      | 5 – 2 (0 – 1) | Helmond                                 | |
| Stadion Kromme Zandweg, Rotterdam Toeschouwers: 12.000 Scheidsrechter: Israels | Arie Paauwe 55' Wim Groenendijk 57' Wim Groenendijk 67' Wim Groenendijk 80' Wim Groenendijk 85' |               | 42' Cor Drouen 61' Frans van der Velden | Opstellingen: Feijenoord: Van Male; Van Heide, Würsten; Bas Paauwe, Kuppen, Van Heel; Vrauwdeunt, Arie Paauwe, Groenendijk, Barendregt, Linssen. HVV Helmond: P. van Veghel; L. van Veghel, Smits; Aelbers (Klaassen), Scheepers, Duimelinks; Van Heeswijk, Drouen, H. van Beek (Janssen), Van der Velden, P. van Beek. |
|                                                                                |                                                                                                 |               |                                         | |

| KNVB Beker 1934/35      |
| ----------------------- |
| Feijenoord Tweede titel |

Seizoenen: 1898/99 · 1899/00 · 1900/01 · 1901/02 · 1902/03 · 1903/04 · 1904/05 · 1905/06 · 1906/07 · 1907/08 · 1908/09 · 1909/10 · 1910/11 · 1911/12 · 1912/13 · 1913/14 · 1914/15 · 1915/16 · 1916/17 · 1917/18 · 1918/19 · 1919/20 · 1920/21 · 1921/22 · 1922/23 · 1923/24 · 1925 · 1925/26 · 1926/27 · 1927/28 · 1928/29 · 1929/30 · 1930/31 · 1931/32 · 1932/33 · 1933/34 · 1934/35 · 1935/36 · 1936/37 · 1937/38 · 1938/39 · 1939/40 · 1940/41 · 1941/42 · 1942/43 · 1943/44 · 1944/45 · 1945/46 · 1946/47 · 1947/48 · 1948/49 · 1949/50 · 1950/51 · 1951/52 · 1952/53 · 1953/54 · 1954/55 · 1955/56 · 1956/57 · 1957/58 · 1958/59 · 1959/60 · 1960/61 · 1961/62 · 1962/63 · 1963/64 · 1964/65 · 1965/66 · 1966/67 · 1967/68 · 1968/69 · 1969/70 · 1970/71 · 1971/72 · 1972/73 · 1973/74 · 1974/75 · 1975/76 · 1976/77 · 1977/78 · 1978/79 · 1979/80 · 1980/81 · 1981/82 · 1982/83 · 1983/84 · 1984/85 · 1985/86 · 1986/87 · 1987/88 · 1988/89 · 1989/90 · 1990/91 · 1991/92 · 1992/93 · 1993/94 · 1994/95 · 1995/96 · 1996/97 · 1997/98 · 1998/99 · 1999/00 · 2000/01 · 2001/02 · 2002/03 · 2003/04 · 2004/05 · 2005/06 · 2006/07 · 2007/08 · 2008/09 · 2009/10 · 2010/11 · 2011/12 · 2012/13 · 2013/14 · 2014/15 · 2015/16 · 2016/17 · 2017/18 · 2018/19 · 2019/20 · 2020/21 · 2021/22 · 2022/23 · 2023/24 · 2024/25
Finales: 2013 · 2014 · 2015 · 2016 · 2017 · 2018 · 2019 · 2020 · 2021 · 2022 · 2023 · 2024 · 2025
Nederland: Eredivisie · Eerste divisie · Tweede divisie · Derde divisie/Topklasse · KNVB Beker
Europa: Champions League · Europa Cup I · Europa Cup II · Europa League · UEFA Cup · Jaarbeursstedenbeker · Intertoto Cup